# Halbgefrorenes

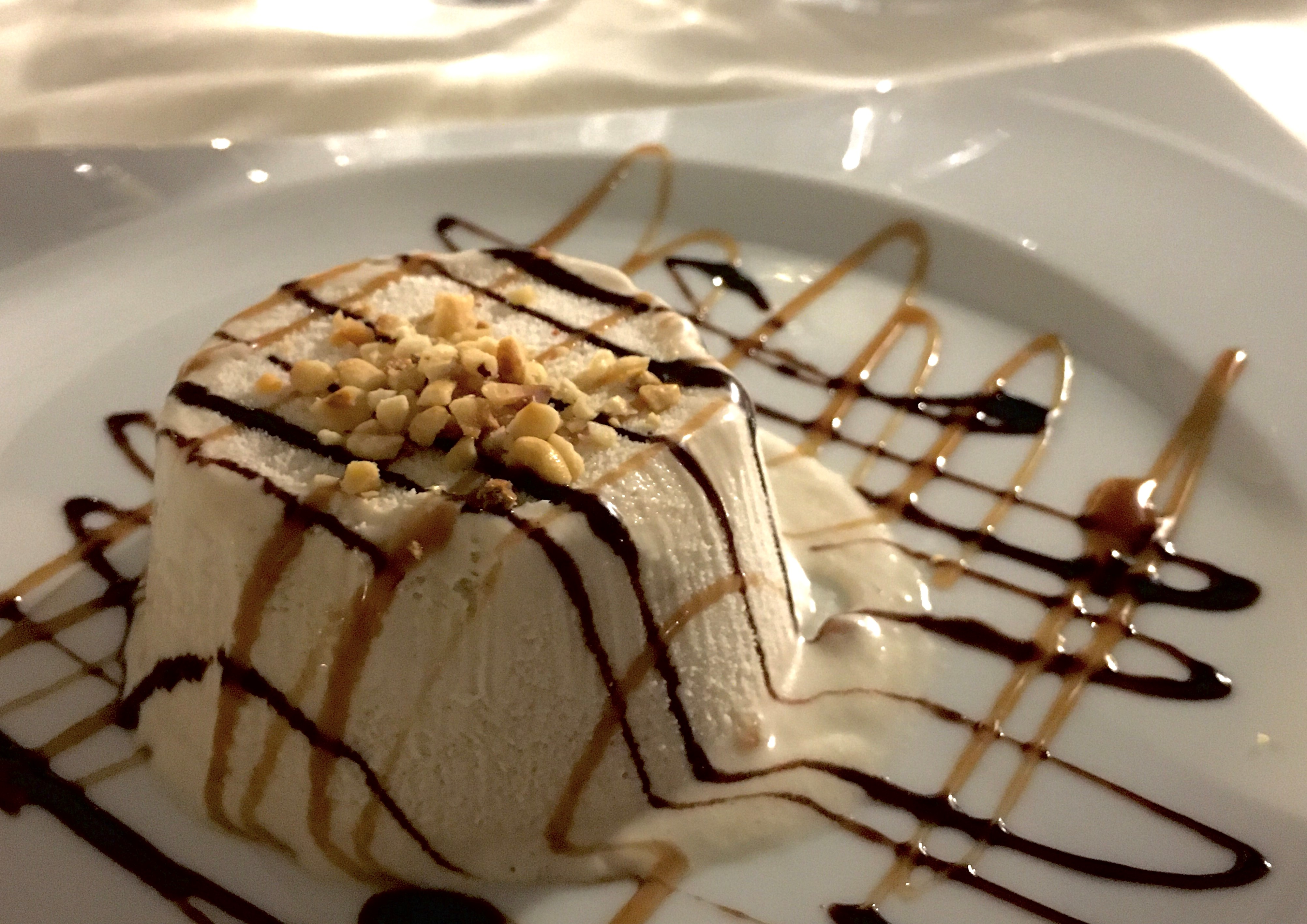
Semifreddo

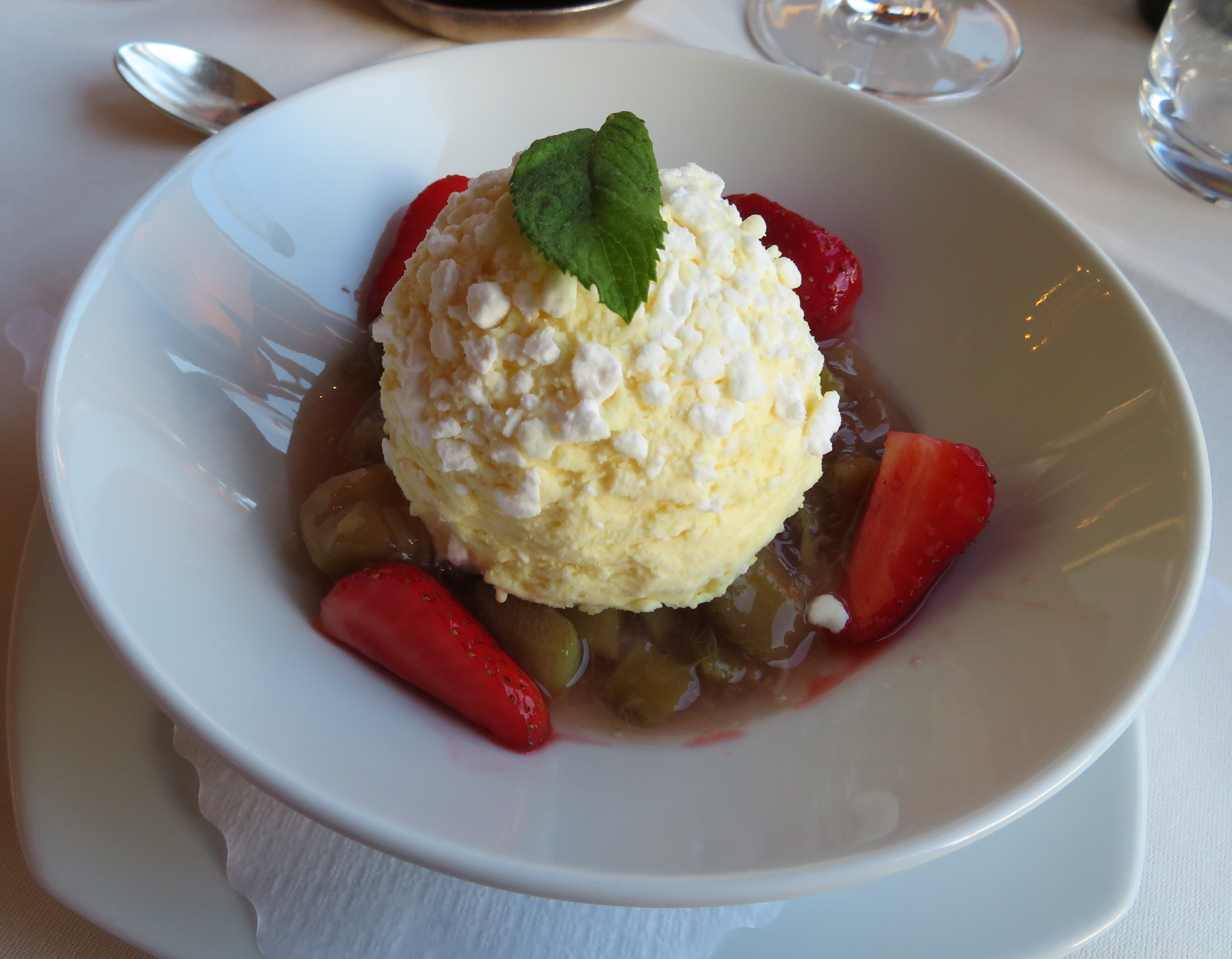
Halbgefrorenes mit einer Sauce aus Erdbeeren und Rhabarber

Als Halbgefrorenes (auch ital. Semifreddo) bezeichnet man unterschiedliche gefrorene Lebensmittel.
Eisparfait, auch abgekürzt Parfait, ist eine feine Eiszubereitung, die sich von Speiseeis dadurch unterscheidet, dass sie nicht in einer Eismaschine hergestellt wird. Für die Zubereitung füllt man eine mit Schlagsahne vermischte Parfaitmasse in Formen und friert diese anschließend ein.  Der Begriff und die Herstellung werden der Französischen Küche zugeschrieben.
Andere Quellen führen die Herkunft auf die italienische Eisspezialität Semifreddo zurück. Dafür bereitet man aus Sahne, Früchten, Kakao oder anderen geschmacksbestimmenden Zutaten eine Masse zu, die anschließend unter ständigem Rühren zu halbfester Konsistenz gefroren wird.
In der DDR verstand man unter Halbgefrorenem gehärtetes, lockeres, schnittfähiges vorgeformtes und tiefgefrorenes, lagerfähiges Eis. Die wesentlichen Zutaten waren aufgeschlagene Sahne oder als Ersatz Schlagkrem aus Margarine. In der Bezeichnung unterschieden sich diese beiden Varianten als Halbgefrorenes Sahne-Rahm-Eis (18 % Milchfett) und Halbgefrorenes mit Pflanzenfett (mind. 18 % Fett). Diese Grundmassen verwendete man beispielsweise für die Herstellung von Eisbomben oder Parfait in verschiedenen Geschmacksrichtungen. Verbreitet war die Kombination Fürst-Pückler-Eis, die eine bekannte Eisspezialität nachbildete.
Für die Zubereitung stellte man früher erst eine Basis aus aufgeschlagenem Ei und Zucker her, der nach dem Abkühlen geschlagene Sahne hinzugefügt wurde. Mangels Tiefkühltechnik kühlte man dieses Halbgefrorene auf Wassereis so lange, bis es mit Temperaturen in der Nähe des Frostpunktes erstarrte.